# İsmail Hacıoğlu
İsmail Hacıoğlu (Istanbul, 30 novembre 1985) è un attore turco.

## Biografia
Nato nel 1985 a Istanbul (Turchia) con origine turca immigrato dalla Bulgaria da parte paterna, İsmail Hacıoğlu è il figlio dell'ex calciatore e allenatore Mehmet Hacıoğlu, che ha giocato per un periodo nel Fenerbahçe. Ha iniziato a recitare in opere teatrali quando frequentava la quinta elementare e ha proseguito gli studi presso il dipartimento teatrale del centro d'arte Müjdat Gezen. All'età di quindici anni ha ottenuto un ruolo nella serie Günaydın İstanbul Kardeş, seguita dalla serie giovanile Koçum Benim. È stato ammesso presso il dipartimento teatrale del conservatorio statale dell'Università di Belle Arti Mimar Sinan, ma poi ha deciso di abbandonare gli studi. Successivamente ha avuto ruoli importanti in serie come Bir İstanbul Masalı, Beyaz Gelincik, Gece Sesleri, Firar, Çocuk, Zümrüdüanka, Mahkum e Taçsız Prenses.

## Vita privata
Nel 2010 si è sposato segretamente con l'attrice Vildan Atasever, conosciuta sul set della serie Gece Sesleri, dalla quale ha divorziato nel 2015.
Il 6 febbraio 2016 è convolato a nozze con la giornalista e conduttrice televisiva Duygu Kumarki, dalla quale ha avuto una figlia, Yemin, nata nello stesso anno. Nel luglio 2020 la coppia ha divorziato.

## Filmografia

### Cinema
- Bana Şans Dile, regia di Çağan Irmak (2001)
- Karşılaşma, regia di Ömer Kavur (2003)
- Anlat İstanbul, regia di Ümit Ünal, Kudret Sabancı, Selim Demirdelen, Yücel Yolcu e Ömür Atay (2005)
- Sınav, regia di Ömer Faruk Sorak (2006)
- Kabadayı, regia di Ömer Vargı (2007)
- Hoşçakal Güzin, regia di Cem Görgeç (2008)
- Vali, regia di Çağatay Tosun (2009)
- Gökten 3 Elma Düştü, regia Raşit Çelikezer (2009)
- Başka Semtin Çocukları, regia di Aydın Bulut (2009)
- Sonsuz Bir An, regia di Ozan Uzunoğlu (2009)
- Çakal, regia di Kaan Korkmaz (2010)
- Sinyora Enrica ile İtalyan Olmak, regia di Ali İlhan (2011)
- Meryem, regia di Atalay Taşdiken (2013)
- Sonsuz Bir Aşk, regia di Ozan Uzunoğlu (2015)
- Kafes, regia di Mahmut Kaptan (2015)
- Mahrumlar, regia di Özer Kızıltan (2016)
- Ayla - La figlia senza nome (Ayla), regia di Can Ulkay (2017)
- Cep Herkülü: Naim Süleymanoğlu, regia di Özer Feyzioğlu (2019)
- Şuursuz Aşk, regia di Umut Ertek (2019)
- Türk İşi Dondurma, regia di Can Ulkay (2019)
- Kesişme: İyi ki Varsın Eren, regia di Özer Feyzioğlu (2022)
- 49, regia di Hakan İnan (2023)
- Cem Karaca'nın Gözyaşları, regia di Yüksel Aksu (2024)

### Televisione
- Günaydin Istanbul Kardes, regia di Çağan Irmak – film TV (ATV, 1999)
- Koçum Benim – serie TV, 15 episodi (TRT 1, 2002)
- Bir İstanbul Masalı – serie TV, 21 episodi (ATV, 2003-2005)
- Beyaz Gelincik – serie TV, 63 episodi (ATV, 2005-2007)
- Sinekli Bakkal – serie TV, 4 episodi (ATV, 2007)
- Gece Sesleri – serie TV, 26 episodi (Show TV, 2008-2009)
- Şüphe – serie TV, 6 episodi (Kanal D, 2011)
- Firar – serie TV, 35 episodi (Star TV, 2011-2012)
- Osmanlı Tokadı – serie TV (TRT 1, 2013-2014)
- Zeyrek ile Çeyrek – serie TV, 1 episodio (TRT 1, 2015)
- Kayıp İnci, regia di Özer Kızıltan – film TV (Show TV, 2016)
- Kayıtdışı – serie TV, 8 episodi (Fox, 2017)
- Mehmetçik Kut'ül Amare – serie TV, 27 episodi (TRT 1, 2018-2019)
- Çocuk – serie TV, 18 episodi (Star TV, 2019-2020)
- Zümrüdüanka – serie TV, 12 episodi (Fox, 2020)
- Hükümsüz – serie TV, 10 episodi (Exxen, 2021)
- Mahkum – serie TV, 31 episodi (Fox, 2021-2022)
- Taçsız Prenses – serie TV, 10 episodi (Fox, 2023)
- Sen Ağlama İstanbul – serie TV (Star TV, 2024-2025)
- Ölüm Kime Yakışır – serie TV (TV+, 2025)

## Teatro
- 9 Ay Son Gün (2009)[20]

## Doppiatori italiani
Nelle versioni in italiano dei suoi film e delle sue serie TV, İsmail Hacıoğlu è stato doppiato da:
- Francesco Pezzulli[21] in Ayla - La figlia senza nome[22]

## Riconoscimenti
- Ankara International Film Festival
  - 2003: Vincitore come Attore più promettente per il film Karşılaşma
  - 2009: Vincitore come Miglior attore non protagonista per Gökten 3 Elma Düştü
- Golden Palm Awards
  - 2018: Candidato come Miglior attore cinematografico per il film Ayla - La figlia senza nome (Ayla)
  - 2021: Vincitore come Miglior attore cinematografico per il film Kesişme: İyi ki Varsın Eren
- International Izmir Film Festival
  - 2020: Candidato come Miglior attore in una serie televisiva per Çocuk
- Kemal Sunal Culture and Art Award
  - 2018: Vincitore come Miglior attore cinematografico per il film Ayla - La figlia senza nome (Ayla)
- Sadri Alisik Theatre and Cinema Awards
  - 2011: Vincitore come Miglior interpretazione di un attore in un film drammatico per il film Çakal
  - 2024: Candidato come Miglior attore per il film Cem Karaca'nın Gözyaşları
- Turkey Youth Awards
  - 2018: Candidato come Miglior attore cinematografico per il film Ayla - La figlia senza nome (Ayla)
- Turkish Film Critics Association (SIYAD) Awards
  - 2003: Vincitore come Artista più promettente per il film Karşılaşma
  - 2003: Candidato come Miglior attore non protagonista per il film Karşılaşma